# Гриценко Анатолій Степанович
Анато́лій Степа́нович Грице́нко (25 жовтня 1957, село Багачівка, Звенигородський район, Черкаська область) — український політик і військовий діяч, міністр оборони України (2005–2007), народний депутат України VI і VII скл., голова Комітету ВРУ з питань нацбезпеки і оборони (VI скликання), до вересня 2019 року — голова партії «Громадянська позиція». Полковник запасу. Кандидат технічних наук (1984). Автор понад 100 наукових робіт.

## Життєпис
Ріс у місті Ватутіне. Вчився до 8 класу у школі № 6, яку закінчував і колишній голова Служби зовнішньої розвідки Микола Маломуж.
1974 року закінчив Київське суворовське військове училище з золотою медаллю. 1979 року — закінчив із золотою медаллю Київське вище військове авіаційне інженерне училище.[неавторитетне джерело]
Військову кар'єру розпочав в 809-му навчальному авіаційному полку (в/ч 19109) Харківського вищого військового авіаційного училища льотчиків у місті Охтирка, де з червня 1979 року по листопад 1981 року проходив службу на посаді начальника групи обслуговування авіаційного обладнання. 8 років (розпочинаючи з 1984-го) працював викладачем у Київському вищому військовому авіаційному інженерному училищі, на штабних посадах в Міністерстві оборони України.
У 1994—1997 роках був начальником Управління проблем військової безпеки і військового будівництва Науково-дослідного центру Генерального штабу Збройних Сил України.
1993 — закінчив Інститут іноземних мов Міністерства оборони США.
1994 — закінчив оперативно-стратегічний факультет Університету Військово-повітряних сил США
1995 — закінчив курси підвищення кваліфікації при Академії Збройних Сил України.
1997—1999 — очолював аналітичну службу апарату Ради національної безпеки і оборони України.
З грудня 1999 року був президентом Українського центру економічних і політичних досліджень імені Олександра Разумкова. Одночасно, з лютого 2000 року — позаштатний консультант Комітету питань національної безпеки оборони Верховної Ради України, а з листопада 2000 року — член Громадської ради експертів з внутрішньополітичних питань при Президенті України.[джерело?]
У червні 2004 року призначений керівником інформаційно-аналітичного забезпечення виборчої кампанії Віктора Ющенка.[джерело?]
З 4 лютого 2005 року до 18 грудня 2007 року був міністром оборони України. Обіймав цю посаду в урядах Юлії Тимошенко, Юрія Єханурова та Віктора Януковича.

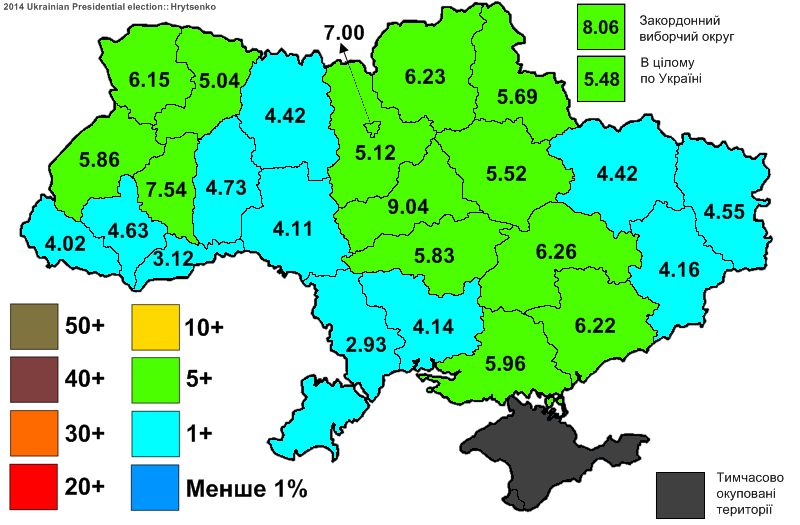
Підтримка Гриценка на виборах Президента України 2014.

Обраний депутатом Верховної Ради 6-го скликання за списком блоку «Наша Україна — Народна Самооборона», був головою Комітету Верховної Ради України з питань національної безпеки і оборони.
11 грудня 2008 року Анатолій Гриценко очолив Всеукраїнську громадську організацію «Громадянська позиція».[джерело?]
У 2012 році обраний депутатом Верховної Ради 6-го скликання за списком партії «Батьківщина», очолював підкомітет з питань запобігання та протидії легалізації (відмиванню) доходів, одержаних злочинним шляхом Комітету Верховної Ради України з питань боротьби з організованою злочинністю і корупцією.
4 квітня 2013 року народний депутат Олег Канівець, за якого ручався перед парламентською кампанією Анатолій Гриценко, вийшов із фракції «Батьківщина». Гриценко пояснив вихід з фракції О. Канівця тим, що під час виборчої кампанії і після неї була «проти нього і проти мене кампанія дискредитації його деякими депутатами з фракції „Батьківщина“» .14 січня 2014 року Анатолій Гриценко написав заяву про вихід із фракції «Батьківщина», «у зв'язку з неможливістю впливати на рішення, що приймаються».
У 2010 та 2014 роках балотувався на посаду Президента України, посів 9-те й 4-те місце відповідно.
10 березня 2015 року повідомив, що працюватиме доцентом кафедри політології у Києво-Могилянській академії з зарплатою 1000 гривень на місяць.
10 грудня 2018 року лідер громадянського руху «Хвиля» Віктор Чумак підтримав на президентських виборах-2019 Анатолія Гриценка та очолив його передвиборчий штаб.
11 січня 2019 року партія «Громадянська позиція» висунула Анатолія Гриценка кандидатом у президенти, 15 січня 2019 року Центрвиборчком зареєстрував Гриценка кандидатом в президенти.
Очолив виборчий список «Громадянської позиції» на парламентських виборах 2019 року.

## Міністр оборони
Перебуваючи на посаді міністра оборони України з лютого 2005 по грудень 2007 року займався скороченням української армії. Зокрема було виведено зі складу:
- 698 танків
- 1322 БМП
- 294 зенітно-ракетних комплекси
- 200 переносних ЗРК
- 192 літаки
- 56 вертольотів
- 18 тактичних ракетних комплексів «Точка»
- 84 тактичні ракети

На прес-конференції у 2007 році звинуватив уряд України у зриві державної програми утилізації боєприпасів, зазначивши що через припинення утилізації боєприпасів неможливо розформувати деякі військові частини.
Після звільнення з посади у 2008 році виступив з критикою президента Ющенка за наміри призупинити процес скорочення збройних сил:
|  | Президент на засіданні РНБО робить заяву, що він ухвалив рішення зупинити з вересня скорочення Збройних сил. Глава держави не має права ухвалювати такі рішення. У Конституції записано, що виключно Верховна Рада визначає чисельність Збройних сил. І вона їх визначила: до кінця поточного року повинно бути скорочено 9 тис. чоловік, і 31 грудня 2008 року чисельність ЗСУ повинна складати не більше 191 тис. чоловік. Президент не має права одноосібно зупиняти процес скорочення армії |

Анатолій Гриценко проігнорував запрошення на засідання тимчасової слідчої комісії Верховної Ради України для проведення розслідування відомостей щодо фактів розкрадання в Збройних Силах України та підриву обороноздатності держави у період з 2004 по 2017 роки.

## Інше
Суд в РФ намагався засудити Гриценка до шести років в'язниці. Так, Другий Західний окружний військовий суд Москви «засудив» Гриценка до 6 років колонії за нібито заклики до терористичних актів на території РФ.

## Родина

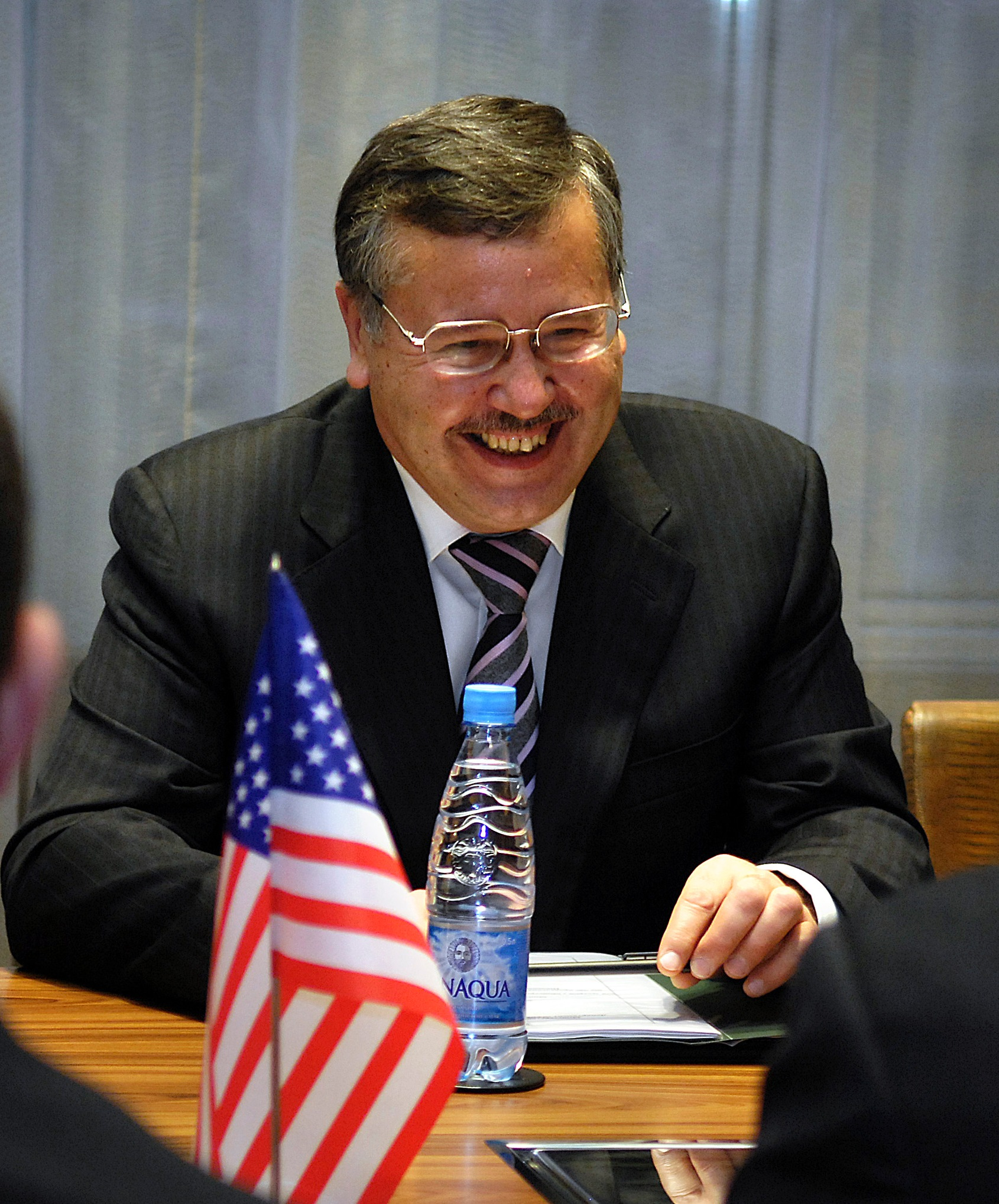
Гриценко у 2007 р.

Батько — Степан Дем'янович (1927 — 16 лютого 2013). З 1944 брав участь у Другій світовій війні. Був сапером, побував у Фінляндії, Данії і Норвегії. Пізніше служив у танкових військах, всього провів у армії 6,5 років. Після цього працював гірничим рятувальником. Проживав у місті Ватутіному на Черкащині.
Мати — Ганна Тихонівна (1936), пенсіонерка.
Перша дружина — Людмила Михайлівна, розлучився у 2002 році, проживши з нею в шлюбі 25 років. Друга дружина — Юлія Мостова, український журналіст, головний редактор газети «Дзеркало тижня», вдова Олександра Разумкова.
У Анатолія Гриценка є троє дітей: Олексій (1979, закінчив Київський політехнічний інститут), Світлана (1982, закінчила Київський національний економічний університет) (обоє від першого шлюбу) та Ганна (2004) (від другого шлюбу).
Виховує також Гліба Разумкова (1998) — сина Юлії Мостової від її першого шлюбу.
Володіє англійською мовою.

## Нагороди

### Державні
- Відзнака «Іменна вогнепальна зброя» (25 жовтня 2007) — за вагомий особистий внесок у зміцнення обороноздатності і безпеки Української держави, бездоганне виконання службового обов'язку та з нагоди 50-річчя від дня народження[24]

### Недержавні
- Орден «За інтелектуальну відвагу» (2008) — за привнесення вагомої інтелектуальної та етичної компоненти в українське політичне життя і твердість у відстоюванні вартостей євроатлантичної цивілізації[25]

## Політична підтримка Анатолія Гриценка на президентських виборах 2019 року
Нижче представлені особи, кандидати в президенти, лідери політичних сил та партії, що підтримали Анатолія Гриценка, як єдиного кандидата від демократичних сил, на посаду Президента України на виборах 2019 року:
- Єгор Фірсов (Партія «Альтернатива»)[26]
- Микола Катеринчук (Європейська партія України) [27]
- Микола Томенко («Рідна країна»)[27][28]
- Віктор Чумак («Хвиля»)[29][30]
- Андрій Садовий[31] (Об'єднання «Самопоміч»), якого раніше підтримав
- Мішель Терещенко[32][33] [34]
- Василь Гацько (Демократичний альянс)[35][36]
- Дмитро Гнап («Сила людей»)[37]
- Солонтай Олександр Гейзович («Сила людей»)[38][39]
- Дмитро Добродомов (Громадський рух «Народний контроль»)[40]
- Давід Сакварелідзе («Рух нових сил»)[41]
- Світлана Заліщук («Міжфракційне об'єднання "ЄвроОптимісти"»)[42][43]
- Мустафа Наєм («Міжфракційне об'єднання "ЄвроОптимісти"»)[44]
- Олександр Савченко (Міжнародний інститут бізнесу), український економіст, фінансист, банкір, меценат[45]

## Погляди
Виступає за вступ України до Європейського Союзу[джерело?]. Відомий окремими різкими радикальними висловлюваннями.[неавторитетне джерело]
Підтримує президентську форму правління з одночасним підсиленням персональної відповідальності Президента, обмеженням його недоторканності та дієвим механізмом відсторонення від влади в порядку імпічменту.
Виступає за легалізацію вогнепальної зброї.
За власним зізнанням, є прибічником авторитарної моделі державного керівництва.
|  | Я хочу, щоб люди зрозуміли одну просту річ — не потрібно боятися авторитарного режиму. Це не диктатура, яка масово пригнічує права і свободи людей. Авторитаризм має однокореневе слово — авторитет. Освічений авторитаризм виводить країну на новий, більш високий рівень і економіки, і на її основі — демократії». |

Передвиборча програма Гриценка носить назву «Чесний президент — служитиме людям», в якій кадрова політику ґрунтується на основі «трьох П»: професіоналізм, порядність, патріотизм.

## Участь у дебатах під час президентської кампанії 2019
8 лютого Анатолій Гриценко взяв участь у дебатах в авторській програмі Валерія Калниша на Радіо «НВ» «Печерські пагорби»
27 березня 2019 року Анатолій Гриценко взяв участь в офіційних дебатах «Зворотний відлік» на UA:Перший, де мав дебатувати з 5-м та 6-м номерами рейтингів авторитетних соціологічних досліджень — Олег Ляшком та Юрієм Бойком, проте обидва проігнорували запрошення та не прийшли. Натомість, Анатолій Гриценко прийшов та залишився відповідати на жорсткі запитання журналістів та експертів Анатолій Гриценко виявився єдиним з першої шістки кандидатів, хто взяв участь в офіційних дебатах

## Майно
Відповідно до поданої декларації кандидата у президенти, Анатолій Гриценко станом на весну 2018 року був власником автомобіля Volvo XC90 2013 року випуску та гідроциклу Yamaha. Також мав грошові кошти в еквіваленті 175 тисяч доларів США, майже 140 тисяч гривень пенсії, 15 тисяч гривень зарплатні. Зарплатня дружини склала майже 375 тисяч гривень. Його дружина Юлія Мостова на той момент володіла 5-ма квартирами в Києві, двома земельними ділянками в Обухівському районі (з 2003 та 2006 років) та дачним будинком. Мостова також володіє корпоративними правами у чотирьох компаніях: видавничий дім «Ормос», «Комюніті 8», «Анкаріс» та «ЗТ Груп», а також є бенефіціаром 7 компаній.

## Інша інформація про особу
- В курсантські роки захоплювался стаєрським бігом, щорічно брав участь в 110-кілометровому пробігу від Києва до Балико-Щучинки[64].
- Анатолій Гриценко в 1994 році отримав золоту медаль чемпіонату США з футболу серед військових університетів[65].
- Автор законопроєкту щодо протидії хабарництву. Закон передбачав за отримання хабаря в розмірі $10 тисяч і більше позбавлення волі на строк 15 років з конфіскацією майна. Для суддів, прокурорів і слідчих за такий злочин — довічне позбавлення волі з конфіскацією майна без права на амністію.[66][67] 21 травня 2009 року 364 народних депутати проголосували за прийняття даного законопроєкту в цілому. Президент Ющенко ветував ухвалений законопроєкт.[68]
- У 2012 році, разом із Лещенком, Шалайським і Шабуніним, брав участь у процесі передання до правоохоронних органів Австрії інформації щодо фактів корупції віце-прем'єра Андрія Клюєва, одного з ключових людей Януковича в уряді Миколи Азарова.[69][70] За словами Віталія Шабуніна, Гриценко був єдиним серед усіх опозиційних голів парламентських комітетів, хто не побоявся поставити свій підпис на заяві про злочин задля її легалізації.[71]
- На президентських виборах 2014 року Гриценко переміг на дільницях у Демократичній Республіці Конго та в Ліберії[72]. У обох цих країнах базуються українські військові контингенти у складі місій ООН[73].
- Під час Революції гідності виступав з пропозиціями щодо застосування протестувальниками «для захисту Батьківщини» мисливської вогнепальної зброї[74]. Після перемоги Євромайдану супроводжував (разом з Олегом Канівцем) бійців «Беркуту» при їх виведенні з Києва[75].